# 2020-as francia labdarúgókupa-döntő
A 2020-as francia labdarúgókupa-döntő a 103. döntő volt a Coupe de France történetében. A mérkőzést a Stade de Franceban, Párizsban rendezték 2020. július 24-én. Eredeti időpontja április 25-e lett volna, azonban a koronavírus-járvány miatt akkor nem tudták megrendezni. 2020. április 28-án Édouard Philippe miniszterelnök bejelentette, hogy szeptemberig minden franciaországi sporteseményt - ideértve a zártkapus eseményeket is - betiltják. Később a Francia labdarúgó-szövetség mérlegelte a döntő megrendezésének lehetőségét és arra jutott, hogy az július végén megrendezhető. Az új időpontot június 24-én jelentették be hivatalosan.
A két részvevő a Paris Saint-Germain és a Saint-Étienne volt.
A fővárosi csapat 1–0-ra nyerte meg a döntőt, ezzel története 13. kupagyőzelmét szerezve.

## A mérkőzés előzményei
A Paris Saint-Germain címvédőként jutott a 2020-as kupadöntőbe, az előző kiírás fináléjában a Stade Rennais 2–2-es döntetlent és büntetőpárbajt követően győzte le a fővárosi csapatot.
A Saint-Étienne 38 év elteltével jutott be újra a kupadöntőbe.

## Út a döntőbe
| Paris Saint-Germain | Paris Saint-Germain | Forduló                            | Saint-Étienne   | Saint-Étienne |
| ------------------- | ------------------- | ---------------------------------- | --------------- | ------------- |
| Ellenfél            | Végeredmény         | 2019–2020-as francia labdarúgókupa | Ellenfél        | Végeredmény   |
| ESA Linas-Montlhéry | 6–0 (V)             | A legjobb 64 közé jutásért         | FC Bastia-Borgo | 3–0 (V)       |
| Lorient             | 1–0 (V)             | A legjobb 32 közé jutásért         | Paris FC        | 3–2 (V)       |
| Pau FC              | 2–0 (V)             | A legjobb 16 közé jutásért         | Monaco          | 1–0 (V)       |
| Dijon               | 6–1 (V)             | Negyeddöntő                        | SAS Épinal      | 2–1 (V)       |
| Lyon                | 5–1 (V)             | Elődöntő                           | Rennes          | 2–1 (H)       |

Jelmagyarázat: H = Hazai pályán játszott mérkőzés, V = Vendégként játszott mérkőzés

## A mérkőzés
| 2020. július 24. 21:10 CEST |

| Paris Saint-Germain | 1–0               | Saint-Étienne |
| ------------------- | ----------------- | ------------- |
| Neymar 14'          | (1–0) Jegyzőkönyv |               |

| Stade de France, Párizs Nézőszám: 5000 Játékvezető: Amaury Delerue |

| Paris Saint-Germain | Saint-Étienne |

| GK            | 1  | Keylor Navas             |     |     |
| RB            | 4  | Thilo Kehrer             |     | 20' |
| CB            | 2  | Thiago Silva (c)         |     |     |
| CB            | 5  | Marquinhos               | 35' |     |
| LB            | 25 | Mitchel Bakker           | 29' |     |
| RM            | 11 | Ángel Di María           |     |     |
| CM            | 8  | Leandro Paredes          | 29' | 75' |
| CM            | 27 | Idrissa Gueye            |     |     |
| LM            | 10 | Neymar                   |     |     |
| CF            | 18 | Mauro Icardi             |     |     |
| CF            | 7  | Kylian Mbappé            |     | 33' |
| Cserék:       |    |                          |     |     |
| GK            | 16 | Sergio Rico              |     |     |
| DF            | 3  | Presnel Kimpembe         |     |     |
| DF            | 20 | Layvin Kurzawa           |     |     |
| DF            | 31 | Colin Dagba              |     | 20' |
| MF            | 6  | Marco Verratti           | 31' | 75' |
| MF            | 19 | Pablo Sarabia            |     | 33' |
| MF            | 21 | Ander Herrera            |     |     |
| MF            | 23 | Julian Draxler           |     |     |
| FW            | 17 | Eric Maxim Choupo-Moting |     |     |
| Vezetőedző:   |    |                          |     |     |
| Thomas Tuchel |    |                          |     |     |

| GK          | 30 | Jessy Moulin           | 29' |     |
| RB          | 26 | Mathieu Debuchy        |     | 83' |
| CB          | 3  | Wesley Fofana          | 90' |     |
| CB          | 24 | Loïc Perrin (c)        | 31′ |     |
| LB          | 5  | Timothée Kolodziejczak |     |     |
| CM          | 8  | Mahdi Camara           | 37' | 46' |
| CM          | 6  | Yann M’Vila            | 51' |     |
| RW          | 27 | Yvann Maçon            | 2'  | 34' |
| AM          | 7  | Ryad Boudebouz         |     | 75' |
| LW          | 20 | Denis Bouanga          |     |     |
| CF          | 21 | Romain Hamouma         | 29' | 46' |
| Cserék:     |    |                        |     |     |
| GK          | 1  | Stefan Bajic           |     |     |
| DF          | 2  | Harold Moukoudi        |     | 34' |
| MF          | 19 | Yvan Neyou             |     | 46' |
| MF          | 33 | Maxence Rivera         |     |     |
| MF          | 37 | Aïmen Moueffek         |     |     |
| FW          | 10 | Vahbí Hazrí            |     | 46' |
| FW          | 14 | Jean-Philippe Krasso   |     | 83' |
| FW          | 18 | Arnaud Nordin          |     | 75' |
| FW          | 29 | Charles Abi            |     |     |
| Vezetőedző: |    |                        |     |     |
| Claude Puel |    |                        |     |     |

Játékvezető-asszisztens:

Bertrand Jouannaud

Philippe Jeanne

Negyedik játékvezető:

Eric Wattellier

Videóbíró:

François Letexier

Videóbíró asszisztense:

Frank Schneider
|style="width:60%; vertical-align:top;"|
Szabályok
- 90 perc játékidő
- 30 perc hosdszabbítás döntetlen esetén
- Ezt követően tizenegyespárbaj
- Kilenc nevezhető cserejátékos
- Maximum üt, hosszabbítás esetén hat cserelehetőség
- A koronavírus-járvány miatt 5000 főben maximalizálták a nézők számát

|}